# Tchiressoua Guel
Tchiressoua Guel (Sikensi, 27 dicembre 1975) è un ex calciatore ivoriano, di ruolo centrocampista.

## Caratteristiche tecniche
Giocava come centrocampista offensivo, ricoprendo il ruolo di trequartista.

## Carriera

### Club
Guel iniziò la propria carriera in patria, nell'ASEC Mimosas; dopo aver giocato nel settore giovanile, debuttò in prima squadra. Divenne presto titolare del club, venendo convocato in Nazionale al suo primo anno in massima serie. Nel 1997 fu capocannoniere del torneo di prima divisione con 10 gol. Nel 1998 lasciò la Costa d'Avorio per la Francia: debuttò in Division 1 il 6 febbraio 1999 contro il Bastia. La sua prima stagione in Europa lo vide giocare due gare di campionato; nel 1999-2000 venne ceduto al Saint-Étienne. Rimase con i bianco-verdi per due stagioni, e si trasferì poi al Lorient in vista della stagione 2001-2002. Scelse il numero 15; debuttò in Lorient-Metz 1-0. Il Lorient retrocesse al termine del campionato, e Guel rimase con il club anche in seconda serie. Nel 2004 passò all'Ankaragücü, in Turchia; nel 2005 fece ritorno in Francia. Nel dicembre 2005 andò nuovamente al Lorient, questa volta con un contratto della durata di 6 mesi. Nel 2007-2008 giocò la sua ultima stagione, militando nel campionato israeliano.

### Nazionale
Debuttò in Nazionale nel 1993; fu convocato per la Coppa d'Africa 1994, e giocò il suo primo incontro in tale competizione il 27 marzo contro la Sierra Leone. In quella partita segnò il gol del provvisorio 2-0 al 53º minuto (risultato finale 4-0). Presenziò poi contro lo Zambia, il Ghana, la Nigeria (semifinale) e il Mali (finale 3º-4º posto). Durante la Coppa d'Africa 1996 giocò 3 gare, nella Coppa d'Africa 1998 ne disputò 5 (2 gol contro l'Angola), venendo incluso nei migliori 11 della competizione. Realizzò una rete anche nella Coppa d'Africa 2000, trasformando un calcio di rigore contro il Togo. L'ultima edizione del massimo torneo continentale africano disputata da Guel fu la Coppa d'Africa 2002: giocò 2 partite, contro Togo e Camerun.

## Palmarès

### Club

#### Competizioni nazionali
- Campionato ivoriano: 5

ASEC Mimosas: 1993, 1994, 1995, 1997, 1998
- Coppa della Costa d'Avorio: 2

ASEC Mimosas: 1995, 1997
- Coppa di Francia: 1

Lorient: 2001-2002

#### Competizioni internazionali
- CAF Champions League: 1

ASEC Mimosas: 1998

### Individuale
- Capocannoniere del campionato ivoriano di calcio: 1

1997 (10 gol)